# Stazione di Shizu (Chiba)
La stazione di Shizu (志津駅?, Shizu-eki) è una stazione ferroviaria della città di Sakura, nella prefettura di Chiba, in Giappone servente la linea principale Keisei delle ferrovie Keisei.

## Linee
Ferrovie Keisei
● Linea principale Keisei

## Struttura
La stazione è dotata di due marciapiedi laterali, con due binari passanti in superficie, collegati al mezzanino sopraelevato da scale fisse e ascensori.
| 1 | ■ Linea principale Keisei | per Funabashi, Nippori, Keisei Ueno per Oshiage, linea Asakusa e linea Keikyū principale |
| 2 | ■ Linea principale Keisei | per Sakura e Narita Aeroporto                                                            |

## Stazioni adiacenti
| «                                 | Servizio                                 | »                       |
| Linea Keisei principale           | Linea Keisei principale                  | Linea Keisei principale |
| --------------------------------- | ---------------------------------------- | ----------------------- |
| Katsutadai                        | ■ Locale ■ Rapido ■ Espr. Lim. Pendolari | Yūkarigaoka             |
| Tutti gli altri treni non fermano |                                          |                         |